# Short track ai XVIII Giochi olimpici invernali
Ai XVIII Giochi olimpici invernali a Nagano (Giappone), vennero assegnate medaglie in sei specialità dello short track.

## Risultati

### Short track maschile

#### 500 m
| Posizione | Atleta             | Nazione  | Tempo  |
| --------- | ------------------ | -------- | ------ |
| 1         | Takafumi Nishitani | Giappone | 42,862 |
| 2         | An Yulong          | Cina     | 43,022 |
| 3         | Hitoshi Uematsu    | Giappone | 43,713 |

#### 1000 m
| Posizione | Atleta        | Nazione       | Tempo    |
| --------- | ------------- | ------------- | -------- |
| 1         | Kim Dong-Sung | Corea del Sud | 1:32,375 |
| 2         | Li Jiajun     | Cina          | 1:32,428 |
| 3         | Éric Bédard   | Canada        | 1:32,660 |

#### Staffetta  5000 m
| Posizione | Nazione       | Atleti                                                   | Tempo    |
| --------- | ------------- | -------------------------------------------------------- | -------- |
| 1         | Canada        | Éric Bédard Derrick Campbell François Drolet Marc Gagnon | 7:06,075 |
| 2         | Corea del Sud | Chae Ji-Hoon Lee Jun-Hwan Lee Ho-Eung Kim Dong-Sung      | 7:06,776 |
| 3         | Cina          | Li Jiajun Feng Kai Yuan Ye An Yulong                     | 7:11,558 |

### Short track femminile

#### 500 m
| Posizione | Atleta          | Nazione       | Tempo  |
| --------- | --------------- | ------------- | ------ |
| 1         | Annie Perreault | Canada        | 46,568 |
| 2         | Yang Yang (A)   | Cina          | 46,627 |
| 3         | Chun Lee-Kyung  | Corea del Sud | 46,335 |

#### 1000 m
| Posizione | Atleta         | Nazione       | Tempo    |
| --------- | -------------- | ------------- | -------- |
| 1         | Chun Lee-Kyung | Corea del Sud | 1:42,776 |
| 2         | Yang Yang (A)  | Cina          | 1:43,343 |
| 3         | Chun Lee-kyung | Corea del Sud | 1:43,361 |

#### Staffetta 3000 m
| Posizione | Nazione       | Atlete                                                            | Tempo    |
| --------- | ------------- | ----------------------------------------------------------------- | -------- |
| 1         | Corea del Sud | Chun Lee-Kyung Won Hye-gyeong An Sang-mi Kim Yun-mi               | 4:16,260 |
| 2         | Cina          | Yang Yang (A) Yang Yang (S) Wang Chunlu Sun Dandan                | 4:16,383 |
| 3         | Canada        | Christine Boudrias Isabelle Charest Annie Perreault Tania Vincent | 4:21,205 |

## Medagliere per nazioni
| Pos.   | Paese         | Oro | Argento | Bronzo | Totale |
| ------ | ------------- | --- | ------- | ------ | ------ |
| 1      | Corea del Sud | 3   | 1       | 2      | 6      |
| 2      | Canada        | 2   | 0       | 2      | 4      |
| 3      | Giappone      | 1   | 0       | 1      | 2      |
| 4      | Cina          | 0   | 5       | 1      | 6      |
| Totale | Totale        | 6   | 6       | 6      | 18     |